# قسم الريف الشرقي الريفي (رامز)
قسم الريف الشرقي الريفي (بالفارسية: دهستان حومه شرقی) هي قسم تقع في إيران في القسم المركزي. يقدر عدد سكانها بـ 22,806 نسمة .